# David Paul Daniel
David Paul Daniel (4. listopadu 1940, Fountain Hill – 12. března 2020, Martin) byl americký historik, luterský teolog a občanský aktivista slovenského původu.
Narodil se v rodině evangelického pastora (Synod of Evangelical Lutheran Churches). Po studiích a krátkém působení v duchovenské službě se věnoval vědecké práci na vysokých školách v USA.
Po sametové revoluci se usadil na Slovensku. Byl ministerským poradcem, napomáhal k budování kontaktů mezi vědeckými institucemi a církvemi na Slovensku a v USA. Působil na Historickém ústavu Slovenské akademie věd a na Katedře církevních dějin Evangelické bohoslovecké fakulty Univerzity Komenského v Bratislavě.
Ve své odborné činnosti se věnoval zejména dějinám luterské reformace ve střední Evropě (zejména na Slovensku); tuto tematiku zprostředkoval anglickojazyčným čtenářům.